# Degré français
Pour les articles homonymes, voir Degré.
Le degré français (°f ou °fH), est l'unité du titre hydrotimétrique (TH), caractérisant la dureté de l'eau, et du titre alcalimétrique complet (TAC) utilisée en France et en Suisse. Un degré français correspond à la dureté d'une solution contenant 10 mg/L de carbonate de calcium (CaCO3) qui correspond également à une solution contenant 0,000 1 mol/L de CaCO3 (puisque la masse molaire de CaCO3 vaut 100,1 g/mol).
Un degré français équivaut donc à 4 mg de calcium (et 6 mg de carbonate) par litre soit 0,000 1 mol/L de calcium (de masse molaire 40,1 g/mol) ou à 2,4 mg de magnésium par litre soit 0,000 1 mol/L de magnésium (de masse molaire 24,3 g/mol) ; un milliéquivalent (1 meq ou 1 mval) d’ion calcium correspond à 5 °f L.
Il ne faut pas confondre avec le degré Fahrenheit (°F).

## Relations
1 °f = 1⁄5 de milliéquivalent de n'importe quel ion pris en compte dans le calcul de la dureté de l'eau, à savoir les cations sauf l'ion oxonium et les cations des métaux alcalins.
Pour convertir le °f en une concentration massique (x mg/L) d'un ion, il faut tenir compte de la masse molaire et de la valence de ce dernier.
{\displaystyle 1\;^{\circ }{\rm {{f\,_{Ca^{2+}}}={\frac {40{,}08\;{\rm {[g/mol]}}}{2\times 5\,000}}=0{,}0040\;{\rm {{[g/L]}=4\;{\rm {[mg/L]}}}}}}}
(N.B. : le facteur 2 est la valence du Ca)
{\displaystyle 1\;^{\circ }{\rm {{f\,_{Fe^{3+}}}={\frac {55{,}85\;{\rm {[g/mol]}}}{3\times 5\,000}}=0{,}003\,723\;{\rm {{[g/L]}=3{,}723\;{\rm {[mg/L]}}}}}}}
(N.B. : le facteur 3 est la valence du Fe(III))